# Gasteria nitida
Gasteria nitida là một loài thực vật có hoa trong họ Măng tây. Loài này được (Salm-Dyck) Haw. mô tả khoa học đầu tiên năm 1827.

## Hình ảnh

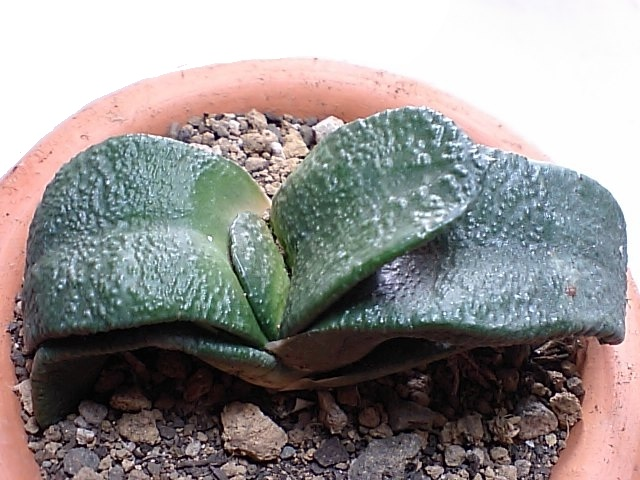
Gasteria nitida var armstrongii
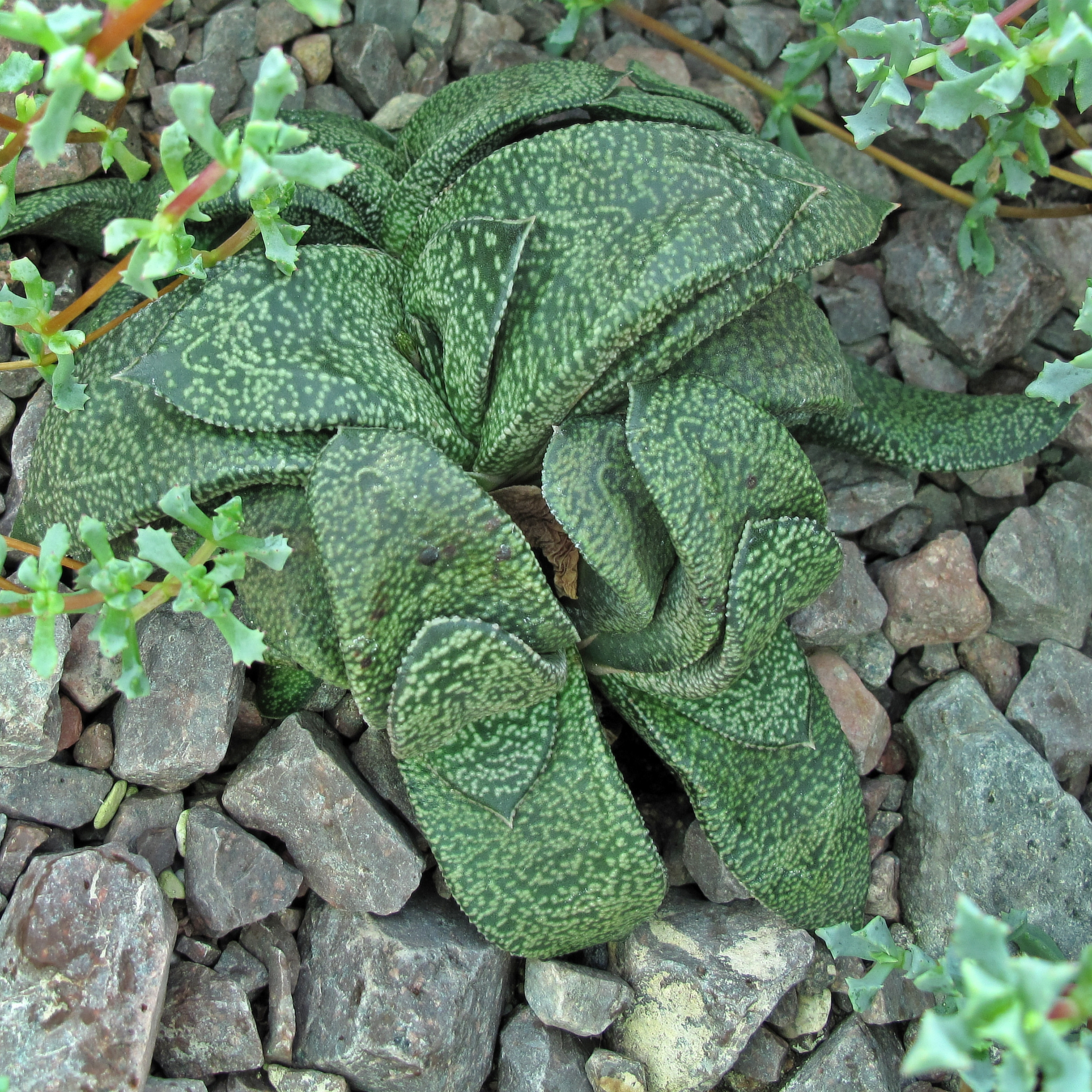
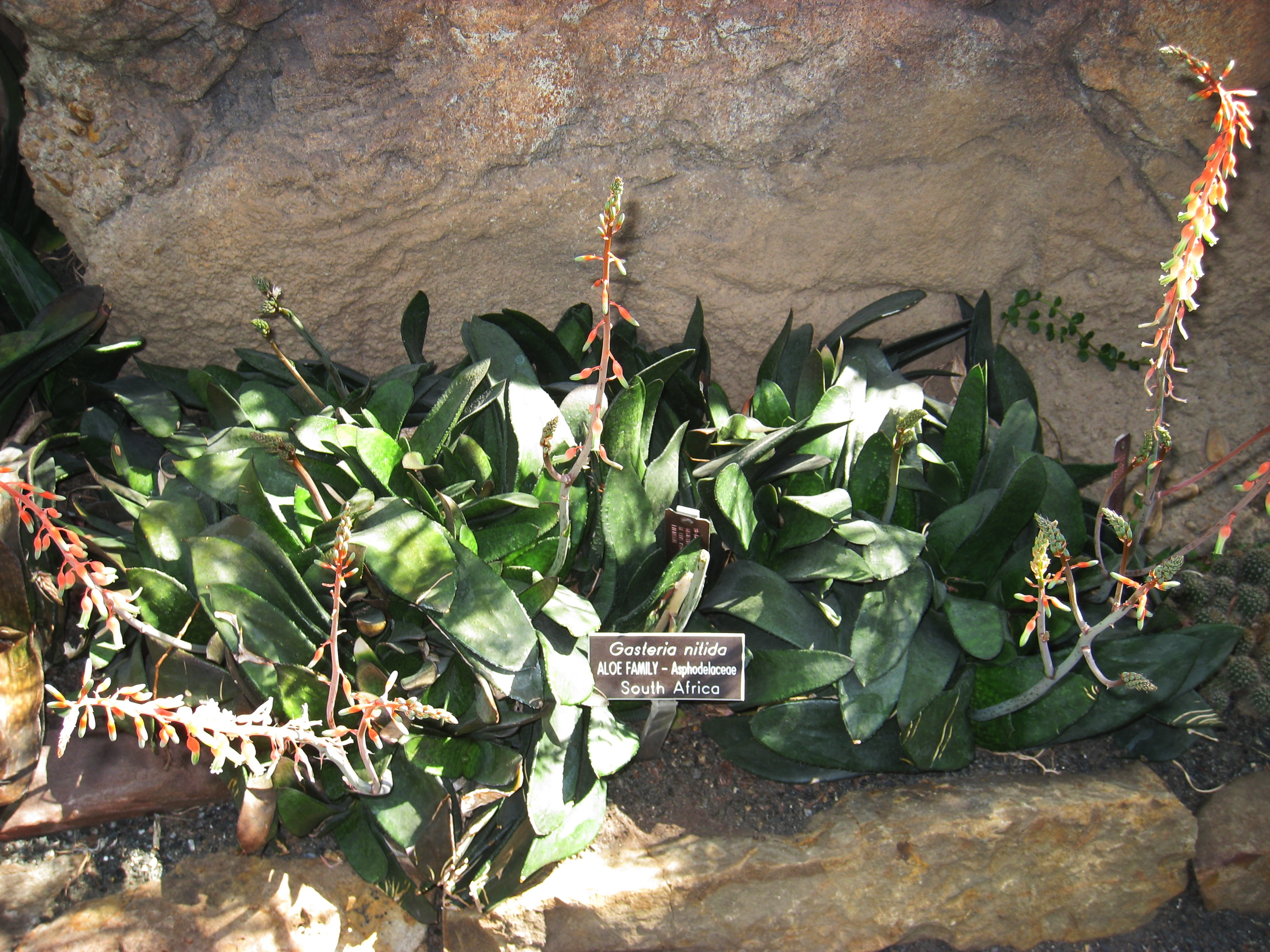